# هاکون بارفود
هاکون بارفود (انگلیسی: Hakon Barfod; ۱۷ اوت ۱۹۲۶ – ۴ نوامبر ۲۰۱۳) قایقران قایق بادبانی اهل نروژ بود.
وی در مسابقات کشوری و بین‌المللی در مجموع برندهٔ ۲ مدال طلا شده‌است.